# Pino Quartullo
Giuseppe "Pino" Quartullo (nascut el 12 de juliol de 1957) és un actor, director, guionista i dramaturg italià.

## Vida i carrera
Nascut a Civitavecchia, després de llicenciar-se en arquitectura, Quartullo es va graduar en direcció a l'Acadèmia d'Art Dramàtic Silvio d'Amico i després va estudiar al Laboratori d'Art Dramàtic de Gigi Proietti. Va debutar als escenaris amb Aldo Trionfo, exercint tant d'actor com d'ajudant de direcció. El 1983 va fundar la companyia escènica La Festa Mobile, com a actor, director i dramaturg.
El 1985 Quartullo va codirigir amb Stefano Reali Exit, que va ser nominada a l'Oscar al millor curtmetratge. Va debutar com a director de llargmetratges el 1992, amb la pel·lícula de comèdia Quando eravamo repressi, i des d'aleshores va dirigir una sèrie de comèdies-drames, inspirades en l'era daurada de la Commedia all'italiana.
Quartullo també ha tingut una rara carrera com a doblador. Va doblar Jim Carrey en dos dels seus llargmetratges de 1994, La màscara i Dos ximples molt ximples.

### Vida personal
A mitjans de la dècada de 1990, Quartullo estava en una relació amb l'actriu Elena Sofia Ricci. Van tenir una filla, Emma (nascuda el 1996). Des del 2010, Quartullo està casat amb la periodista Margherita Romaniello.

## Filmografia

### Actor

#### Cinema
- Il marchese del Grillo, dirigida per Mario Monicelli (1981)
- A me mi piace, dirigida per Enrico Montesano (1985)
- Secondo Ponzio Pilato, dirigida per Luigi Magni (1987)
- Laggiù nella giungla, dirigida per Stefano Reali (1987)
- Rorret, dirigida per Fulvio Wetzl (1988)
- Piccoli equivoci, dirigida per Ricky Tognazzi (1989)
- Modì, dirigida per Franco Brogi Taviani (1989)
- Vanille fraise, dirigida per Gérard Oury (1989)
- Quando eravamo repressi, dirigida per Pino Quartullo (1992)
- Le donne non vogliono più, dirigida per Pino Quartullo (1993)
- Storie d'amore con i crampi, dirigida per Pino Quartullo (1995)
- Esercizi di stile, dirigida per Pino Quartullo (1996)
- Le faremo tanto male, dirigida per Pino Quartullo (1998)
- Ultimo banco, dirigida per Umberto Marino (1998)
- Territori d'ombra, dirigida per Paolo Modugno (2001)
- Che ne sarà di noi, dirigida per Giovanni Veronesi (2004)
- Gas, dirigida per Luciano Melchionna (2005)
- Mai + come prima, dirigida per Giacomo Campiotti (2005)
- Scusa ma ti chiamo amore, dirigida per Federico Moccia (2008)
- Scusa ma ti voglio sposare, dirigida per Federico Moccia (2009)
- Il figlio più piccolo, dirigida per Pupi Avati (2009)
- Il profumo dei gerani, dirigida per Pino Quartullo (2010)
- La logica delle cose, dirigida per Andrea Baracco (2013)
- L'eroe, dirigida per Cristiano Anania (2017)
- Burraco fatale, dirigida per Giuliana Gamba (2020)
- Prima di andare via, dirigida per Massimo Cappelli (2023)

#### Curtmetratges
- L'ultimo cielo, dirigida per Simone Petralia (2011)
- Uno al giorno, dirigida per Mimmo Calopresti (2012)
- E la vita continua, dirigida per Pino Quartullo (2012)
- Io donna, dirigida per Pino Quartullo (2014)

#### Televisió
- Il vizio di vivere - telefilm (1988)
- La ciociara - minisèrie (1989)
- Disperatamente Giulia - minisèrie (1989)
- Le ragazze di piazza di Spagna - minisèrie (1998)
- L'amore oltre la vita - fiction (1999) Rai 1
- A due passi dal cielo - telefilm (1999)
- L'amore oltre la vita, dirigida per Mario Caiano - telefilm (1999)
- Le notti di Pasquino - fiction (2003) - Canale 5
- Vite a perdere - telefilm (2004)
- Lo zio d'America 2 - fiction (2006) Rai Uno
- Provaci ancora prof! - serie TV, 1 episodi (2008)
- Distretto di Polizia 8 - serie TV, 11 episodis (2008)
- Amiche mie - serie TV (2008) Canale 5
- Fratelli Detective - telefilm (2011) Canale 5
- Il bambino cattivo - telefilm (2013) Rai 1
- Rimbocchiamoci le maniche - serie TV (2015)
- L'ispettore Coliandro - serie TV, temporada 5, Ep.3 (2016)
- Una pallottola nel cuore 3 - sèrie TV (2017)

### Director i guionista
- Exit (1985) - curtmetratge
- Quando eravamo repressi (1992)
- Le donne non vogliono più (1993)
- Storie d'amore con i crampi (1995)
- Esercizi di stile (1996) segment "In ginocchio da te... La vendetta"
- Le faremo tanto male (1998)
- E la vita continua (2012) - curtmetratge
- Io donna (2013) - curtmetratge